# Tamalaht
Tamalaht (em árabe: تاملاحت) é uma comuna localizada na província de Tissemsilt, Argélia. Sua população estimada em 2008 era de 7 645 habitantes.